# Michael Gough
Michael Gough (n. 23 noiembrie 1916, Kuala Lumpur, Malaysia – d. 17 martie 2011, Salisbury, Anglia, Regatul Unit) a fost un actor britanic.

## Date biografice
Părinții lui de origine britanică au trăit în Malaysia. Cariera pe scenă a lui Michael a început în 1936. După al doilea război mondial, el poate fi văzut filmul Blanche Fury (1947), în continuare el va juca în filme sau pisese de teatru ca: Anna Karenina (1948) și Richard III. (1955). Din 1958 începe să joace diferite roluri în filme de groază și polițiste ca Dracula (1958), alături de actorii Peter Cushing și Christopher Lee. În ultimii ani va juca roluri ca lord Delamere, ce subliniau eleganța și loialitatea britanică.

## Filmografie
| Anul | Titlu                                               | Rol                         | Note                            |
| ---- | --------------------------------------------------- | --------------------------- | ------------------------------- |
| 1948 | Anna Karenina                                       | Nicholai                    |                                 |
| 1948 | Blanche Fury                                        | Laurence Fury               |                                 |
| 1948 | Saraband for Dead Lovers                            | Prince Charles              |                                 |
| 1949 | The Small Back Room                                 | Capt. Dick Stuart           |                                 |
| 1951 | Blackmailed                                         | Maurice Edwards             |                                 |
| 1951 | Bărbatul în costum alb                              | Michael Corland             |                                 |
| 1953 | Twice Upon a Time                                   | Mr. Lloyd                   |                                 |
| 1953 | Spada și trandafirul                                | Duke of Buckingham          |                                 |
| 1953 | Rob Roy, the Highland Rogue                         | Duke of Montrose            |                                 |
| 1955 | Richard III                                         | Dighton, the first murderer |                                 |
| 1956 | Reach for the Sky                                   | Flying Instructor Pearson   |                                 |
| 1957 | Ill Met by Moonlight                                | Andoni Zoidakis             |                                 |
| 1958 | Dracula                                             | Arthur Holmwood             |                                 |
| 1958 | The Horse's Mouth                                   | Abel                        |                                 |
| 1959 | Model for Murder                                    | Kingsley Beauchamp          |                                 |
| 1959 | Horrors of the Black Museum                         | Edmond Bancroft             |                                 |
| 1961 | What a Carve Up!                                    | Fisk, the butler            |                                 |
| 1961 | Konga                                               | Dr. Charles Decker          |                                 |
| 1962 | The Phantom of the Opera                            | Ambrose D'Arcy              |                                 |
| 1963 | Black Zoo                                           | Michael Conrad              |                                 |
| 1965 | Dr. Terror's House of Horrors                       | Eric Landor                 | Segmentul 4: "Disembodied Hand" |
| 1965 | The Skull                                           | Auctioneer                  |                                 |
| 1966 | Alice in Wonderland                                 | March Hare                  |                                 |
| 1967 | Berserk!                                            | Albert Dorando              |                                 |
| 1968 | Curse of the Crimson Altar                          | Elder                       |                                 |
| 1968 | Într-o seară, un tren...                            | Jeremiah                    |                                 |
| 1969 | Women in Love                                       | Tom Brangwen                |                                 |
| 1969 | A Walk with Love and Death                          | Mad Monk                    |                                 |
| 1970 | Julius Caesar                                       | Metellus Cimber             |                                 |
| 1970 | Trog                                                | Sam Murdock                 |                                 |
| 1970 | The Go-Between                                      | Mr. Maudsley                |                                 |
| 1970 | The Corpse                                          | Walter Eastwood             | cunoscut ca Crucible of Horror  |
| 1972 | Henry VIII and His Six Wives                        | Norfolk                     |                                 |
| 1972 | Savage Messiah                                      | M. Gaudier                  |                                 |
| 1973 | Horror Hospital                                     | Dr. Christian Storm         |                                 |
| 1973 | The Legend of Hell House                            | Emeric Belasco              |                                 |
| 1976 | Satan's Slave                                       | Uncle Alexander Yorke       |                                 |
| 1978 | The Boys From Brazil                                | Mr. Harrington              |                                 |
| 1981 | Venom                                               | David Ball                  |                                 |
| 1983 | The Dresser                                         | Frank Carrington            |                                 |
| 1984 | Oxford Blues                                        | Doctor Ambrose              |                                 |
| 1984 | Top Secret!                                         | Dr. Paul Flammond           |                                 |
| 1984 | Colind de Crăciun                                   | dl. Poole                   |                                 |
| 1985 | Out of Africa                                       | Baron Delamere              |                                 |
| 1986 | Caravaggio                                          | Cardinal Del Monte          |                                 |
| 1987 | Inspector Morse: The Silent World of Nicholas Quinn | Philip Ogleby               |                                 |
| 1987 | The Fourth Protocol                                 | Sir Bernard Hemmings        |                                 |
| 1988 | The Serpent and the Rainbow                         | Schoonbacher                |                                 |
| 1989 | Strapless                                           | Douglas Brodie              |                                 |
| 1989 | Batman                                              | Alfred Pennyworth           |                                 |
| 1989 | Batman: The Lazarus Syndrome                        | Alfred Pennyworth           |                                 |
| 1991 | Let Him Have It                                     | Lord Goddard                |                                 |
| 1992 | The Young Indiana Jones Chronicles: Russia 1910     | Leo Tolstoy                 |                                 |
| 1992 | Batman Returns                                      | Alfred Pennyworth           |                                 |
| 1993 | The Age of Innocence                                | Henry van der Luyden        |                                 |
| 1993 | The Hour of the Pig                                 | Magistrate Boniface         |                                 |
| 1993 | Wittgenstein                                        | Bertrand Russell            |                                 |
| 1994 | Nostradamus                                         | Jean de Remy                |                                 |
| 1995 | Batman Forever                                      | Alfred Pennyworth           |                                 |
| 1997 | Batman & Robin                                      | Alfred Pennyworth           |                                 |
| 1998 | St. Ives                                            | Comte de Saint-Yves         |                                 |
| 1999 | The Cherry Orchard                                  | Feers                       |                                 |
| 1999 | Sleepy Hollow                                       | Notary Hardenbrook          |                                 |
| 2005 | Corpse Bride                                        | Elder Gutknech              | dublaj                          |
| 2010 | Alice in Wonderland                                 | Uilleam                     | dublaj; rol final               |